# Ugeavisen (tv-serie)
Ugeavisen er en dansk dramaserie i 52 afsnit, der blev sendt på DR TV mandage i 1990-1991. Serien er instrueret af Palle Wolfsberg, Lena Gunnløgsson og Marianne Albrechtslund efter manuskript af Kaj Nissen, Martin Miehe-Renard, Henry Smith, Peter Steen og Kirsten Petri Hansen. DR TV-Fiktion producerede serien.
Serien omhandler livet på og omkring ugeavisen i den mindre provinsby Holby, der ligger en times kørsel fra København. Her er et broget persongalleri på ti personer, herunder en chefredaktør med en syg kone og en fotograf med kvindetække og dårlig privatøkonomi. Værtshuset Stiften ligger overfor avisredaktionen og lægger også lokaler til hovedpersonernes liv.
Byen Holby er fiktiv, men i store dele af serien er der billeder optaget i Holbæk.
Serien blev genudsendt på DR K i 2014-2015 og er aldrig udgivet på dvd.

## Medvirkende
- Niels Hinrichsen
- Lise-Lotte Norup
- Maria Savery
- Henrik Jandorf
- Hans-Henrik Krause
- Berrit Kvorning
- Litten Hansen
- Peter Belli
- Runi Lewerissa
- Claus Strandberg
- Erik Hansen
- Isa Holm
- Peter Jorde
- Ulla-Britta Jørgensen